# جاده ۶۰۶ (افغانستان)
جاده ۶۰۶ (انگلیسی: Route 606) که با نام شاهراه دلارام-زرنج و نام رسمی NH49 نیز شناخته می‌شود، جاده‌ای به طول ۲۱۸ کیلومتر در ولایت نیمروز افغانستان است که ولسوالی دلارام در افغانستان را به مرز ایران متصل می‌کند. این جاده یکی از پرترددترین جاده‌های افغانستان است و یک مسیر تجاری مهم بین ایران و سایر نقاط آسیا را فراهم می‌کند. این جاده توسط سازمان جاده‌های مرزی هند توسعه یافته‌است. این شاهراه مرز افغانستان و ایران را به شاهراه قندهار-هرات در دلارام متصل و از طریق A01 به دیگر شهرهای بزرگ افغانستان ارتباط برقرار می‌کند. جاده ۶۰۶ زمان سفر بین دلارام و زرنج را از ۱۲ تا ۱۴ ساعت به ۲ ساعت کاهش داده‌است.
این شاهراه زرنج را از طریق مرز ایران به زابل متصل می‌کند و زابل از طریق جاده مناسبی به خلیج چابهار وصل می‌شود. بنابراین، این شاهراه به جای تکیه بر مسیرهای پاکستان، راهی جایگزین برای دسترسی به دریای عرب و خلیج فارس برای افغانستان محصور در خشکی فراهم می‌کند. «این جاده بسیار کوتاه‌تر و پایدارتر از هر مسیری در پاکستان است و شاید آن را به کارآمدترین مسیر برای رسیدن به افغانستان تبدیل کند.»

## جاده
پایانه شمالی جاده ۶۰۶ به جاده کمربندی دلارام در انتهای غربی بازار دلارام متصل می‌شود. پایانه جنوبی در مرز ایران در نزدیکی شهر زرنج مرکز ولایت نیمروز قرار دارد. این شاهراه از ولسوالی‌های دلارام، چانخانسور، خاش‌رود و زرنج می‌گذرد و با جاده ۵۱۵ نزدیک دلارام تقاطع می‌یابد.

### نقاط کلیدی
- پایانه شمالی (دلارام در بزرگراه 1): ۳۲°۱۰′۱۱٫۱۷″ شمالی ۶۳°۲۳′۰۱٫۶۱″ شرقی / ۳۲٫۱۶۹۷۶۹۴°شمالی ۶۳٫۳۸۳۷۸۰۶°شرقی[۵]
- تقاطع با جاده ۵۱۵: ۳۲°۰۹′۴۵٫۵۵″ شمالی ۶۳°۲۲′۴۱٫۷۸″ شرقی / ۳۲٫۱۶۲۶۵۲۸°شمالی ۶۳٫۳۷۸۲۷۲۲°شرقی[۶]
- مرکز ولسوالی زرنج: ۳۰°۵۷′۳۶٫۸۱″ شمالی ۶۱°۵۱′۳۶٫۰۵″ شرقی / ۳۰٫۹۶۰۲۲۵۰°شمالی ۶۱٫۸۶۰۰۱۳۹°شرقی[۷]
- پایانه جنوبی (مرز ایران): ۳۰°۵۷′۰۱٫۵۱″ شمالی ۶۱°۴۸′۳۷٫۷۸″ شرقی / ۳۰٫۹۵۰۴۱۹۴°شمالی ۶۱٫۸۱۰۴۹۴۴°شرقی[۸]

## تاریخچه
هند در سال ۲۰۰۹ به ساخت جاده معروف به جاده ۶۰۶ برای دور زدن پاکستان در مسیری تجاری ۱۵۲ میلیون دلار کمک کرد. ساخت جاده شامل آسفالت کردن مسیر بود، اما  به دلیل جنگ در افغانستان، جنگ‌ها و درگیری‌های پی‌در‌پی مانع ساخت و ساز شد. این بزرگراه توسط سازمان جاده‌های مرزی هند (BRO) طراحی و ساخته شده است. این شاهراه در ۲۲ ژانویه ۲۰۰۹ توسط رئیس‌جمهور افغانستان حامد کرزی افتتاح به روی عموم باز شد.
بیش از ۳۰۰ مهندس و تکنسین BRO به همراه ۷۰ پرسنل پلیس مرزی هند و تبت (ITBP) برای حفظ امنیت در این پروژه مشغول کار بودند.
ساخت این بزرگراه در سال ۲۰۰۵ آغاز شد، اما پیشرفت آن کند بود زیرا هدف حملات مکرر شورشیان بود. در چنین حملاتی ۱۳۵ نفر از افراد شاغل در جاده کشته شدند که شامل ۱۲۹ افغان و ۶ هندی می‌ باشد. دو کارمند BRO و 4 پرسنل ITBP در میان کشته‌شدگان بودند.